# 松漠紀聞
《松漠紀聞》是宋人洪皓在被金國羈留期間所作的見聞錄。全書近七十條。其版本有十餘種之多。按陳順芝的《松漠紀聞》校點說明所言，現存最早的版本是明代嘉靖顧元慶輯《顧氏文房小說》所收，最通行版本的是《學津討源》本，而《豫章叢書》本則是按元本復校的，最為精確。

## 來歷
南宋紹興元年（1131年），洪皓被流放到冷山（今吉林農安北），長期與金國百姓相處，便將當地的風俗民情以及金國的遺聞軼事，筆錄成集，但這些筆錄卻因為洪皓南歸時怕被金國留難而燒毀。
紹興十三年（1143年），洪皓與張邵、朱弁回到南宋。其後因贊同張浚抗戰，多次得罪奸臣秦檜，被貶謫英州（今廣東英德），前後九年。其間洪皓憑記憶將從前在北方的筆錄重新寫下整理成冊，名為《松漠紀聞》。可是當時又遇秦檜實施「私史之禁」，不許民間著作稗史流傳。紹興二十五年（1155年）秦檜死，洪皓始被召回，中途死于南雄州（今廣東南雄）。現在流傳的《松漠紀聞》是他去世後其長子洪適校刊而成；為《松漠紀聞》和《松漠紀聞續》二卷；其第二子洪遵又補遺十一事，寫成《松漠紀聞補遺》。